# Staškov
Staškov es un municipio del distrito de Čadca en la región de Žilina, Eslovaquia, con una población estimada a final del año 2024 de 2759 habitantes.
Se encuentra ubicado al noroeste de la región, cerca del curso alto del río Váh (cuenca hidrográfica del Danubio) y de la frontera con la República Checa y Polonia.

## Demografía
| Año        | 1994 | 2004    | 2014    | 2024    |
| ---------- | ---- | ------- | ------- | ------- |
| Población  | 2568 | 2686    | 2761    | 2759    |
| Diferencia |      | +4,59 % | +2,79 % | −0,07 % |

| Año        | 2023 | 2024 |
| ---------- | ---- | ---- |
| Población  | 2759 | 2759 |
| Diferencia |      | +0 % |